# Повіт Сімо-Іна
Пові́т Сімо-І́на (яп. 下伊那郡, しもいなぐん, МФА: [ɕimo ina guɴ]) — повіт в префектурі Наґано, Японія.